# Jürgen Kühnel
Jürgen Kühnel (* 6. Mai 1944 in Göppingen; † 27. März 2018) war ein Literatur- und Theaterwissenschaftler, Mediävist und Komparatist.

## Leben
Das Studium der Germanistik, Indogermanistik, Geschichte und Politikwissenschaft an den Universitäten Tübingen und Stuttgart und das Studium des Schauspiels bei Lilo Barth-van Buren in Stuttgart schloss er 1977 mit Promotion an der Universität Stuttgart ab. Er lehrte von 1977 bis 2009 an der Universität Siegen Literatur-, Theater- und Filmwissenschaft.
Er hat zahlreiche Publikationen zur Geschichte der deutschen und europäischen Literatur im Mittelalter, zur Geschichte der Mittelalterrezeption in Literatur und Musik des 19. und 20. Jahrhunderts, zur Geschichte des europäischen Theaters und Musiktheaters verfasst. Insbesondere sind hierbei seine Arbeiten zu Richard Wagner und zur Oper im Fernsehen, zur vergleichenden Literatur- und Theatergeschichte sowie zum Film und zur Filmanalyse hervorzuheben. Er wirkte an der Organisation einer Vielzahl wissenschaftlicher Tagungen mit und gehörte u. a. zu den Gründern und Organisatoren der Salzburger Symposien, die von 1989 bis 2008 die Salzburger Festspiele wissenschaftlich begleiteten. 1979 gründete er die StudioBühne der Universität Siegen; dort hat er bis 2008 mehr als 30 Inszenierungen klassischer und zeitgenössischer Stücke, darunter mehrere Ur- und Erstaufführungen, erarbeitet.

## Veröffentlichungen (Auswahl)
- als Hrsg.: Dû bist mîn. ih bin dîn. Die lateinischen Liebes- (und Freundschafts-) Briefe des clm 19411. Abbildungen, Text und Übersetzung. Alfred Kümmerle, Göppingen 1977 (= Litterae. Göppinger Beiträge zur Textgeschichte, Nr. 52), ISBN 3-87452-380-2.
- als Hrsg.: Psychologie in der Mediävistik. Gesammelte Beiträge des Steinheimer Symposions. Göppingen 1985.
- als Hrsg. mit Hans-Dieter Mück, Ursula Müller und Ulrich Müller: Mediävistik und Psychologie. Gesammelte Beiträge des Steinheimer Symposions (= Göppinger Arbeiten zur Germanistik. Band 431). Kümmerle Verlag, Göppingen 1985, ISBN 3-87452-661-5.
- als Hrsg. mit Hans Dieter Mück, Ursula Müller und U. Müller: Mittelalter-Rezeption III: Gesammelte Vorträge des 3. Salzburger Symposions „Mittelalter, Massenmedien, Neue Mythen“. Kümmerle Verlag, Göppingen 1988 (= Göppinger Arbeiten zur Germanistik. Band 479), ISBN 3-87452-715-8.
- als Hrsg. mit I. von Burg, U. Müller und A. Schwarz: Mittelalter-Rezeption IV: Medien, Politik, Ideologie, Wirtschaft. Gesammelte Vorträge des Symposions an der Universität Lausanne, November 1989. Kümmerle Verlag, Göppingen 1991 (= Göppinger Arbeiter zur Germanistik. Band 550), ISBN 3-87452-791-3.
- Einführung in die Filmanalyse. Teil 1: Die Zeichen des Films. Universitäts-Verlag, Siegen 2004 u. ö., ISBN 3-936533-13-X (Reihe Medienwissenschaften 4).
- Einführung in die Filmanalyse. Teil 2: Dramaturgie des Spielfilms. Universitäts-Verlag, Siegen 2004 u. ö., ISBN 3-936533-16-4 (Reihe Medienwissenschaften 5).
- mit Benjamin Beil und Christian Neuhaus: Studienhandbuch Filmanalyse. UTB-Verlag, Stuttgart 2012, ISBN 3-8252-8499-9.